# Schloss Schauensee
Schloss Schauensee is een kasteel in Kriens, aan de voet van de Pilatusberg bij Luzern, Zwitserland.
Het kasteel werd in de tweede helft van de 13de eeuw gebouwd door de familie Schnyder (Frans: Sartor), die fortuin had gemaakt in de lakenhandel. Het is onduidelijk of het gebouwd werd door Heinrich Schnyder of door zijn zoon Rudolf (1257-1317). Heinrich Schnyder was kleermaker, Rudolf werd in 1282 in de ridderstand verheven, mogelijk had hij de titel gekocht. Toen het kasteel klaar was, noemde hij zich Rudolf von Schauensee (Frans: Rudolphe de Schauensee). In 1287 maakte hij een pelgrimstocht ter ere van de heilige Judocus. Voor zijn vertrek maakte hij een testament op waarin hij zijn bezittingen naliet aan de kerk. Na zijn terugkeer richtte hij enkele stichtingen op ter ere van Judocus.
In de 14de eeuw kwam het kasteel via vererving in handen van de familie Kellner de Sarnen. Heinrich Kellner de Sarnen noemde zich vanaf 1348 Heinrich Kellner de Schauensee. De laatste Kellner de Schauensee overleed rond 1530 waarna het kasteel in verval raakte. Alleen de donjon, waarvan de muren bijna twee meter dik zijn, overleefde de tand des tijds. 
De ruïne werd in 1595 gekocht door ridder Johannes von Mettenwyl (Frans: Jean de Mettenwil). Hij liet de ruïne afbreken maar de donjon staan en bouwde daartegenaan een groot huis in renaissancestijl. Toen zijn zoon Maurice al in 1619 overleed, stierf de familielijn uit. Daarna ging het kasteel door verschillende handen totdat het in 1749 gekocht werd door François Josef Léonti Meyer (1720-1789), die een nieuw bouwwerk met een grote feestzaal liet neerzetten. Hij noemde zich Meyer de Schauensee. Hij was al op jonge leeftijd componist, hij was organist in de St Leodegar kerk in Luzern tot 1768 en trad toe tot het klooster van de St. Leodegard. In 1760 richtte hij het openbare muziekcollege in Luzern op. Hij overleed op 68-jarige leeftijd.
In 1921 werd het interieur van het kasteel gerenoveerd. Het kasteel bleef eigendom van deze familie totdat het in 1963 voor CHF 1.500.000 aan de gemeente Kriens werd verkocht. Het kasteel wordt sindsdien gebruikt voor concerten en exposities.  